# Stora Bullgöl
Stora Bullgöl är en sjö i Norbergs kommun i Västmanland och ingår i Norrströms huvudavrinningsområde.